# Corpus Vitrearum Medii Aevi (CVMA) Catalunya
El Corpus Vitrearum Medii Aevi (CVMA) Catalunya o Corpus Vitrearum Catalunya fou un programa de recerca de l’Institut d’Estudis Catalans que formà part del conjunt de programes d'estudi dels vitralls de l'edat mitjana sota els auspicis de la Unió Acadèmica Internacional.

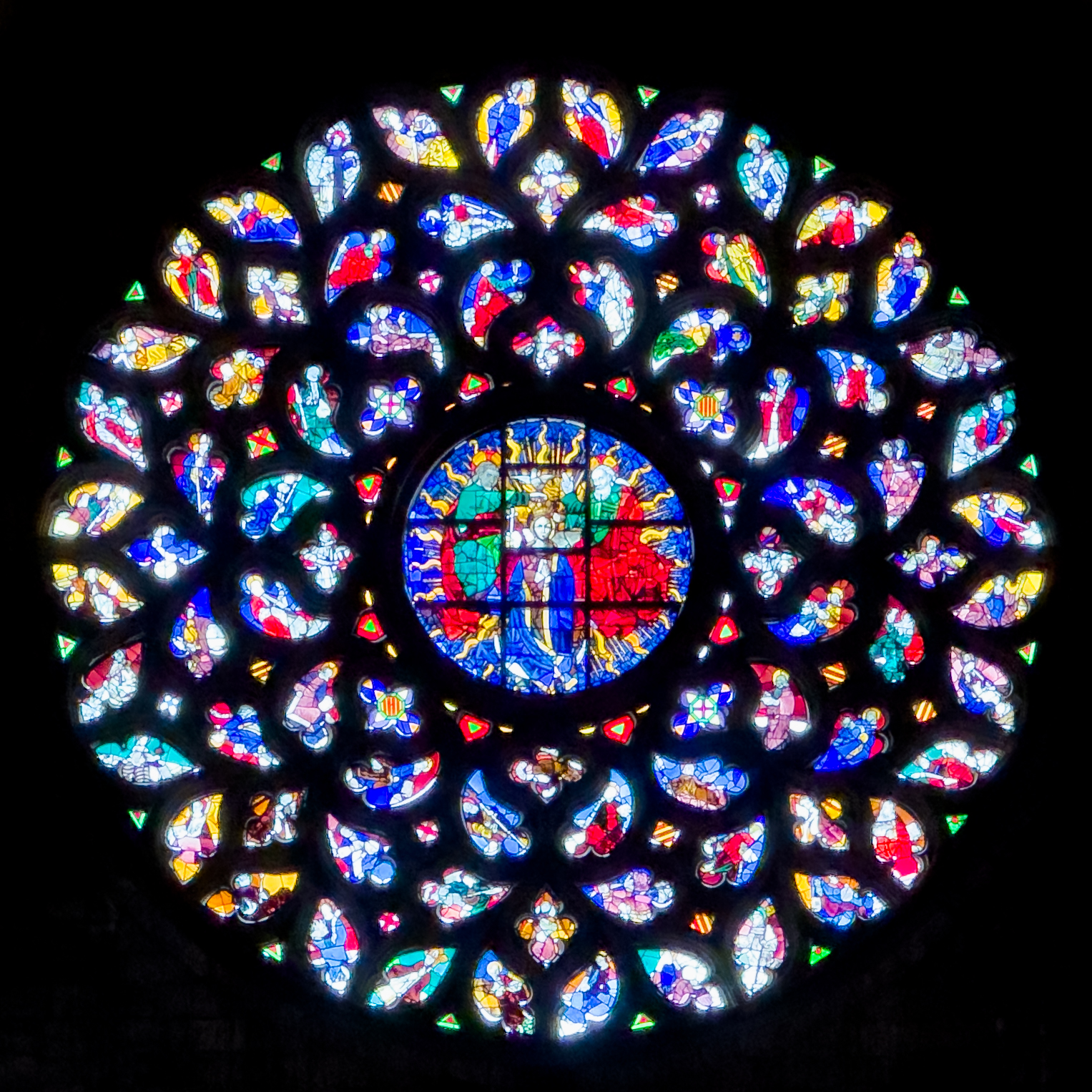
Rosassa de Santa Maria del Mar de Barcelona. Un dels vitralls estudiats en el Corpus Vitrearum Medii Aevi Catalunya

Així, l’objectiu d’aquest programa era organitzar dins el territori català l’estudi científic i documentat de totes les vidrieres medievals, fins al segle XVI, d’edificis religiosos i civils. Per a difondre els resultats de la investigació s'han publicat diverses monografies, amb una àmplia documentació fotogràfica, de cada una de les recerques i catalogacions.El projecte general va ser iniciat a Amsterdam l’any 1952 pel Comitè Internacional d’Història de l’Art, i fou acceptat l’any 1954 per la Unió Acadèmica Internacional.
La fundació del Corpus Vitrearum Medii Aevi representà la culminació d'un llarg camí en defensa de la investigació dels vitralls medievals europeus i un pas molt important per la seva conservació i valoració social. Creant, així, una aliança d'entitats i estudiosos que permeté un gran avenç en aquest camp. Aplegant especialistes que fossin capaços d'encarar aquest repte. El professor Hahnloser i altres membres del Comitè Internacional d’Història de l’Art van crear una xarxa d'acadèmics nomenant els directors per als comitès nacionals. Així el programa del Corpus Vitrearum va comptar amb Hans Wentzel per Alemanya, Jean Helbig per Bèlgica, Giuseppe Marchini per Itàlia, Joan Ainaud de Lasarte per Catalunya i Victor Nieto Alcaide per Espanya.
L’Institut d'Estudis Catalans, membre d'aquells dos organismes, va assumir la tasca de preparar i publicar directament els volums del Corpus Vitrearum Medii Aevi pel que fa a Catalunya. L'any 1957 es va constituir un comitè a Barcelona per a elaborar un primer programa corresponent als volums dedicats a Catalunya que fou presentat a la reunió del 1958 de la Unió Acadèmica Internacional. Tot i que, les dificultats polítiques i econòmiques en què visqué l’Institut d'Estudis Catalans durant la dictadura franquista van impedir-ne la seva publicació.
Acabada la dictadura, l’any 1979 es constituí un equip tècnic permanent amb diversos especialistes tot reprenent els treballs de recerca, catalogació de vitralls als monuments.
En el context de la recuperada Generalitat de Catalunya s'abordà la publicació de les recerques realitzades en quatre volums de gran format entre el 1985 i el 1997, i el cinquè i darrer de la sèrie catalana el 2014.
Pel que fa als vitralls de Catalunya, l’Institut d'Estudis Catalans ha compilat més de tres mil referències, conservades al seu arxiu històric. També ha publicat cinc volums més dins la sèrie d’Espanya del Corpus Vitrearum Medii Aevi (vols. VI a X).
El programa va permetre estudiar i documentar totes les vidrieres medievals dels edificis religiosos i civils de Catalunya fins a mitjan segle XVI.  Amb motiu de la seva finalització, el juliol de 2015 es va celebrar una jornada d’estudi a l’Institut d’Estudis Catalans amb aportacions de Josep Massot, Xavier Barral, Roser Alcoy i, també, s'exposaren diverses comunicacions sobre la recuperació i la restauració de vitralls medievals catalans.

## DelCorpus Vitrearum Medii Aevi(CVMA)  alCorpus Vitrearum International
El Corpus Vitrearum Medii Aevi (CVMA) o Corpus de Vitralls Medievals, com s'ha apuntat, fou un programa de recerca històrica sorgit a Conferència Internacional d'Història de l'Art reunida a Amsterdam el 1952. Una iniciativa precedida pels treballs de restauració portats a terme en acabar-se a Europa la Segona Guerra Mundial i altres iniciatives coordinades per l'historiador de l'art suís Hans R. Hahnloser. Tot prenent com a referent les recerques sobre els vitralls de l'edat mitjana de nombrosos monuments de diversos països començades a finals del segle XIX, que iniciaren inventaris crítics de vitralls en monuments destacats.
El Corpus Vitrearum és un important exemple dels estudis interdisciplinaris, reunint historiadors de l'art, restauradors i historiadors que ha comportat un innovador plantejament en qüestions metodològiques.
Ben entrat el segle XXI s'amplià el camp del projecte a tots els períodes històrics amb la nova denominació de Corpus Vitrearum International. Així es cobreixen des de l'edat mitjana fins a l'època contemporània. Amb el suport d'enfocaments metodològics complementaris com ara: arqueologia de l'edifici, exploració de fonts, treball d'inventari, estudis iconogràfics, entre d'altres.

## Publicacions
- Ainaud i de Lasarte, Joan; Vila-Grau, Joan ; Escudero i Ribot, M. Assumpta. Els Vitralls medievals de l’església de Santa Maria del Mar, a Barcelona. Barcelona: Institut d'Estudis Catalans, 1985.
- Ainaud i de Lasarte, Joan; Vila-Grau, Joan ; Escudero i Ribot, M. Assumpta. Els Vitralls de la Catedral de Girona. Barcelona: Institut d'Estudis Catalans, 1987.Fotografies de Ramon Roca i Junyent.
- Ainaud i de Lasarte, Joan; Virgili, Carmina ; Vila-Grau, Joan. Els Vitralls del monestir de Santes Creus i la catedral de Tarragona. Barcelona: Institut d'Estudis Catalans, 1992. Fotografies de Ramon Roca i Junyent.

- Ainaud i de Lasarte, Joan; Mundó i Marcet, Anscari Manuel ; Vila-Grau, Joan ; Escudero i Ribot, M. Assumpta ; Vila i Delclòs, Antoni ; Cañellas Martínez, Sílvia.  Els Vitralls de la catedral de Barcelona i del Monestir de Pedralbes. Barcelona: Institut d'Estudis Catalans, 1997.
- Barral i Altet, Xavier. Vitralls medievals de Catalunya. Barcelona: Institut d'Estudis Catalans, 2000. Fotografies de Ramon Roca i Junyent.
- Barral i Altet,  Xavier, Mundó, Anscari M.  Estudis entorn del vitrall a Catalunya. Barcelona: Institut d'Estudis Catalans, 2014. Fotografies de Ramon Roca i Junyent.
- Barral i Altet,  Xavier, Mundó, Anscari M. Els Vitralls de la Catedral de la Seu d’Urgell i de la Col·legiata de Santa Maria de Cervera. Barcelona: Institut d'Estudis Catalans, 2014. Fotografies de Ramon Roca i Junyent.
- «Jornada d’Estudi sobre el Corpus Vitrearum». Institut d'Estudis Catalans https://www.youtube.com/playlist?list=PLJPVNzVlFt_BeCEyq5u8TC1xuSbvLM1-O